# David Thorne
David Thorne es un humorista australiano, personalidad de Internet y autor en la lista de superventas de The New York Times.

## 27bslash6
Thorne comenzó la web 27bslash6 simplemente para molestar, como ayuda para trolear a gente en Facebook y otras redes sociales bajo el pseudónimo Tabitha Gnillort, la chica en la página principal del sitio.[cita requerida] El contenido posterior se desarrolló a partir de ahí. El nombre de la web (27b/6) es una referencia al hecho de que George Orwell vivió en el apartamento 27b de una 6.ª planta mientras escribía la novela 1984. La frase "27b stroke 6" también es usada por Terry Gilliam en su película Brazil. Thorne no pudo escoger la palabra stroke para su página y en su lugar usó slash. La web pasó de cientos de visitas semanales a varios miles al día cuando el artículo I Wish I Had a Monkey (en español: Ojalá Tuviera un Mono) fue referenciado por la web Bored At Work. Después de que el artículo sobre la araña de siete patas fuera enviado a Digg, el servidor cayó al recibir cerca de medio millón de visitas en un plazo de 24 horas, tras lo que se mudaron a un servidor dedicado. Con el siguiente artículo, "Party in Apartment 3", en el que Thorne confirmaba una y otra vez su asistencia a una fiesta a la que no estaba invitado, el servidor dedicado cayó también. Movido a un tercer servidor en los Estados Unidos, continúa recibiendo una gran cantidad de visitas.
El propio dibujo de la araña se volvió tan famoso, que fue subastado en eBay, donde la puja más alta alcanzó los 10000 dólares. Sin embargo el pujador dijo que no tenía ninguna intención de pagar. Cuando se le preguntó a Thorne al respecto, respondió: "The internet is a playground and I would not have it any other way" (Internet es un patio de recreo y no lo cambiaría por nada del mundo). El correo electrónico de la araña también ha aparecido en diversos programas de la radio y la televisión incluyendo el show Have I Got News for You de la BBC en Reino Unido y el Late Show with David Letterman en los Estados Unidos. El artículo de la historia fue elegido como la historia más popular de 2008 en Australia, donde recibió cinco veces más visitas que cualquiera otro de los artículos para ese año.

## Kate's Birthday Party
El 25 de abril de 2010, David Thorne creó un evento en Facebook titulado Kate's Birthday Party". El evento, un bulo, era una fiesta de cumpleaños de una chica de Adelaida llamada Kate y supuestamente dejado abierto al público en la configuración de seguridad, permitiendo a cualquiera apuntarse. Después de que fuera difundido en 4chan y Reddit, el evento alcanzó más de 60000 asistentes. Varios blogs señalaron el evento como un ejemplo de las fallas de seguridad dentro de Facebook. Thorne creó una camiseta con el lema "I Attended Kate's Party" (en español, Yo fui a la fiesta de Kate) que vendió en su tienda en línea, mientras que en Facebook los grupos referenciando al evento se multiplicaron. El evento, originalmente planeado para el sábado 1 de mayo a las 8 de la tarde, fue cerrado por Facebook.

## Publicaciones
- The Internet is a Playground,[16] una colección de artículos y más de 27bslash6.com (2011) Publicado por Tarcher / Penguin Group.